# أذينة متقابلة الأزهار
أذينة متقابلة الأزهار (الاسم العلمي: Phlomis oppositiflora) هو نوع نباتي يتبع جنس الأذينة من الفصيلة الشفوية.